# Karavanky

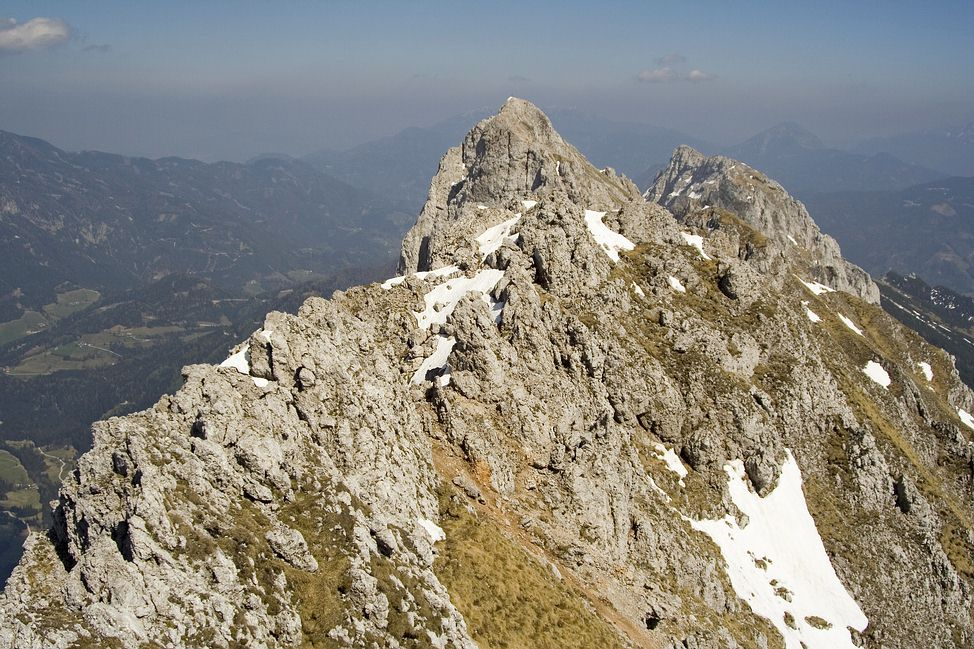
Hřeben Koschuta – přechod

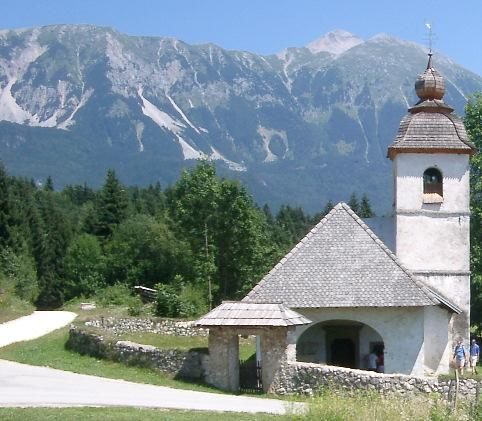
Hochstuhl – 2236 m n. m.

Karavanky (slovinsky Karavanke, německy Karawanken) jsou pohoří, které společně s Kamnicko-Savinjskými Alpami tvoří přirozenou 120 km dlouhou hranici mezi Rakouskem a Slovinskem. V minulosti procházelo pohořím mnoho důležitých obchodních cest, dnes zajišťují dopravu mezi oběma zeměmi železniční a dálniční tunel, které spojují rakouský Villach a slovinské Jesenice. Nejvyšší horou je Stol (rakousky Hochstuhl, 2236 m). Karavanky jsou zároveň nejdelším pohořím Slovinska. Nejrozšířenějším porostem v Karavankách je les, který sahá až do výše 1700 m. Vrcholové partie hor jsou holé s loukami, některé úseky jsou skalnaté (hlavně centrální část). Napříč celým hřebenem Karavanek vede značený chodník, součást „Slovinske planinarske poti“.
Toto pohoří se dá považovat za seismicky aktivní, protože tudy prochází periadriatický zlom, který vznikl při formování Alp. Nejnovější zemětřesení o síle 4,0 až 4,5 zde udeřilo v únoru 2013. K dalším silným zemětřesením tu došlo v letech 1931, 1958 a 2007.

## Poloha
Plocha Karavanek je 1300 km². Od jihu je dělí od Julských Alp údolí Sávy Dolinky a od Kamnicko-Savinjských Alp jsou to řeky Kokra a Tržaška Bistrica. Nejvýchodnější výběžky Karavanek končí u města Slovenj Gradec. Na západě plynule přecházejí v Karnské Alpy.

## Rozdělení pohoří
Celé pohoří je pro větší přehlednost rozděleno na tři skupiny – Westkarawanken (Západní Karavanky – Mittagskogel – 2145 m), Mittelkarawanken (Střední Karavanky – Hochstuhl – 2236 m) a Ostkarawanken (Východní Karavanky – Koschutnik Turm – 2136 m)
- oblast Mittagskogel (Kepa) začíná na trojmezí Itálie, Rakouska a Slovinska. Celá skupina je jen velmi málo navštěvovaná.
- oblast Golice přímo navazuje na předešlou skupinu. Nejvyšším vrcholem je Golica – 1835m.
- oblast Hochstuhl (Stol) tvoří střed Karavanek a zároveň nejvyšší masiv celého pohoří. Tato část hor je díky dobré infrastruktuře často navštěvovaná.
- oblast Koschuta (Košuta či Košuty) je nejmohutnějším hřebenem Karavanek. Je více než 10 km dlouhý a na jihovýchodě bezprostředně sousedí se Savinjskými Alpami. Jako východisko pro turistiku slouží na slovinské straně chaty Dom na Kofcah (1488 m), Planinski dom na Šiji (1531 m n. m.), Planina Dolga njiva (1400 m n. m.); na rakouské straně Koschutahaus (1279 m n. m.). Nejvyšším vrcholem je Košutnik Turm – 2136 m n. m.
- oblast Olševa je již nepříliš skalnatou částí hor. Nejvyšším vrcholem je Olševa – 1929 m n. m.
- oblasti Pece a Uršlje gora jsou na východ posledními, poměrně vysokými skalnatými vrcholy. Nejvyšším vrcholem skupiny je Kordževa glava – 2126 m. Pokračováním Karavanek na východ je pohoří Kozjak u Mariboru.